# Дивизия (село)
Дивизия (укр. Дивізія; рум. Divizia) — село в Белгород-Днестровском районе Одесской области Украины. Население села порядка 2000 — 5000 человек. Ближайшим населённым пунктом к Дивизии является село Безымянка (укр. Безим'янка).
В селе имеется два почтовых отделения — Дивизия (укр. Дивізія) — почтовый индекс 68150 и Дивизия-1 (укр. Дивізія-1) — почтовый индекс 68151,.
На выборах в селе формируется два избирательных участка. Количество лиц, населённых избирательным правом в 2002 году в селе составило 2076 человек.

## Исторические данные
Село Дивизиу (ныне с. Дивизия) (Diviziu рум. - Разделённое на части) основано в 1818 году. В 1823 г. состоялось освящение Свято-Архангело-Михайловского храма.
В 1866 году было открыто одноклассное приходское училище для детей, преобразованное в 1874 г. в училще Министерства народного просвещения. В 1874 году состоялось открытие одноклассной школы, преобразованной в 1906 г. в двухклассную. 31 марта 1899 года была открыта церковная библиотека.

## Транспорт
Имеется автобусное сообщение с областным центром городом Одессой, городом Белгородом-Днестровским и некоторыми другими населёнными пунктами Одесской области.

## Образование и культура
В селе работает школа I—III ступеней. Функционирует дом культуры.
В селе Дивизия устойчиво вещают четыре телевизионных канала — УТ-1, Інтер, 1+1 и ОДТРК.

## Предприятия
Основным предприятием в селе является сельхозпредприятие «Украина», известное также под названием ООО «Украина», Агрофірма «Україна» и СВАТ «Україна». Предприятие занимается производством сельскохозяйственной продукции, на нём работает 310 человек. Основные направления производства:
- зерновые
- комбикорма
- мясо-молочная продукция
- продукция садоводства.